# Les Copains
Les Copains (Ле Копен, Италия) — популярный итальянский бренд, основанный во второй половине 50-х годов. Les Copains был основан во Французском Сен-Тропе. Основан Марио Бандьера.
Название марки произошло от названия французской радиопрограммы Salut Les Copains.

## История
В 50-х годах итальянец Марио Бандера часто приезжал в Сен-Тропе на отдых. Однажды, будучи здесь на отдыхе, он в шутку предложил своим друзьям шить одежду на продажу. Название пришло само собой: в те годы была очень популярна песня «Les Copains» — «Приятели» из французского радиошоу "Salut Les Copains", таким образом произошло зарождение нового бренда. С тех пор шуточное предложение Марио Бандера выросло в бренд Les Copains, делающий одежду, исходя из последних тенденций мировой моды.
Одной из ведущих сфер деятельности бренда является создание парфюма для мужчин и женщин. Первый аромат был создан в 1998 году.

## Стиль
В основе стиля Les Copains лежит кашемировый трикотаж—символ высоких эстетических стандартов, красоты и свободы. Дизайнеры Les Copains признаются, что кашемир, вызывая теплые чувства, напоминает им первую любовь. Успех бренда Les Copains строится на таких составляющих, как нежность кашемира в сочетании с инновационными технологиями и высокими стандартами качества .
Трикотаж от Les Copains является гордостью бренда.
В течение нескольких сезонов пост креативного директора Les Copains занимал знаменитый дизайнер Алессандро Дель Аква (Alessandro Dell'Acqua). С 2014 года за дизайн коллекций отвечает супруга основателя модного Дома Стефания Бандьера (Stefania Bandiera). За 70-летнюю историю в Les Copains работали многие дизайнеры, в том числе Антонио Маррас и Антонио Берарди.
Сегодня Les Copains – это женская одежда и аксессуары, среди которых изысканные пальто и плащи, мягкие пуловеры, облегающие платья, элегантные блузы, юбки, брюки и другие.
Основой женской линейки бренда являются изысканные приталенные платья, а также классические детали базового гардероба — блузы, прямые брюки, футболки с кружевной панелью и мягкие вязаные пуловеры.